# Louhossoa
Louhossoa is een gemeente in het Franse departement Pyrénées-Atlantiques (regio Nouvelle-Aquitaine) en telt 580 inwoners (1999). De plaats maakt deel uit van het arrondissement Bayonne.

## Geografie
De oppervlakte van Louhossoa bedraagt 7,3 km², de bevolkingsdichtheid is 79,5 inwoners per km².

## Verkeer en vervoer
In de gemeente ligt spoorwegstation Louhossoa.
De onderstaande kaart toont de ligging van Louhossoa met de belangrijkste infrastructuur en aangrenzende gemeenten.

## Demografie
De figuur toont het verloop van het inwonertal (bron: INSEE-tellingen).